# Dmitrij Tursunov
Dmitrj Igorevič Tursunov (in russo Дмитрий Игоревич Турсунов?, traslitterato come Dmitry Tursunov; Mosca, 12 dicembre 1982) è un allenatore di tennis ed ex tennista russo.

## Biografia
Ha vinto 7 titoli ATP in singolare e nel 2006 ha contribuito alla vittoria della Russia in Coppa Davis. Nel 2006 ha anche raggiunto il suo best ranking alla ventesima posizione mondiale. Come singolarista ha anche preso parte a due edizioni olimpiche (2008 e 2012), e in entrambe le occasioni è uscito al primo turno. In doppio ha vinto altri 7 titoli ATP ed è stato numero 36 del ranking nel 2008.
Ha allenato dal 2017 al 2018 Elena Vesnina, tra il 2018 e il 2019 e di nuovo nel 2020 Aryna Sabalenka, dal 2021 al 2022 Anett Kontaveit, nel 2022 Emma Raducanu, dal 2022 al 2023 Belinda Bencic e poi nel 2023 Veronika Kudermetova.

## Statistiche

### Singolare

#### Vittorie (7)
| Legenda                                                      |
| Grande Slam (0)                                              |
| ATP World Tour Finals (0)                                    |
| ATP World Tour Master 1000 (0)                               |
| ATP World Tour 500 Series (0)                                |
| ATP International Series (3) / ATP World Tour 250 Series (4) |

| N. | Data              | Torneo                                          | Superficie  | Avversario in finale | Punteggio        |
| 1. | 2 ottobre 2006    | ATP Mumbai Open, Mumbai                         | Cemento     | Tomáš Berdych        | 6–3, 4–6, 7–6(5) |
| 2. | 29 luglio 2007    | Indianapolis Tennis Championships, Indianapolis | Cemento     | Frank Dancevic       | 6–4, 7–5         |
| 3. | 30 settembre 2007 | Thailand Open, Bangkok                          | Cemento (i) | Benjamin Becker      | 6–2, 6–1         |
| 4. | 12 gennaio 2008   | Sydney International, Sydney                    | Cemento     | Chris Guccione       | 7–6(3), 7–6(4)   |
| 5. | 5 ottobre 2008    | Open de Moselle, Metz                           | Cemento (i) | Paul-Henri Mathieu   | 7–6(6), 1–6, 6-4 |
| 6. | 20 giugno 2009    | Eastbourne International, Eastbourne            | Erba        | Frank Dancevic       | 6–3, 7–6(5)      |
| 7. | 18 giugno 2011    | Rosmalen Open, 's-Hertogenbosch                 | Erba        | Ivan Dodig           | 6-3, 6-2         |

#### Finali perse (2)
| Legenda                                                      |
| Grande Slam (0)                                              |
| ATP World Tour Finals (0)                                    |
| ATP World Tour Master 1000 (0)                               |
| ATP World Tour 500 Series (0)                                |
| ATP International Series (2) / ATP World Tour 250 Series (0) |

| Numero | Data           | Torneo                                          | Superficie | Avversario in finale | Punteggio     |
| 1.     | 30 luglio 2006 | Los Angeles Open, Los Angeles                   | Cemento    | Tommy Haas           | 6-4, 5-7, 3-6 |
| 2.     | 20 luglio 2008 | Indianapolis Tennis Championships, Indianapolis | Cemento    | Gilles Simon         | 4-6, 4-6      |

### Doppio

#### Vittorie (7)
| Legenda                                                           |
| Grande Slam (0)                                                   |
| ATP World Tour Finals (0)                                         |
| ATP World Tour Master 1000 (0)                                    |
| ATP International Series Gold (1) / ATP World Tour 500 Series (1) |
| ATP International Series (1) / ATP World Tour 250 Series (4)      |

| N. | Data             | Torneo                                          | Superficie    | Compagno        | Avversari in finale                  | Punteggio        |
| 1. | 15 ottobre 2007  | Kremlin Cup, Mosca (1)                          | Sintetico (i) | Marat Safin     | Tomáš Cibulec Lovro Zovko            | 6–4, 6–2         |
| 2. | 24 febbraio 2008 | Rotterdam Open, Rotterdam                       | Cemento (i)   | Tomáš Berdych   | Philipp Kohlschreiber Michail Južnyj | 7–5, 3–6, [10-7] |
| 3. | 28 febbraio 2009 | Dubai Tennis Championships, Dubai               | Cemento       | Rik De Voest    | Martin Damm Robert Lindstedt         | 4-6, 6–3, [10-5] |
| 4. | 26 luglio 2009   | Indianapolis Tennis Championships, Indianapolis | Cemento       | Ernests Gulbis  | Ashley Fisher Jordan Kerr            | 6–4, 3–6, [11–9] |
| 5. | 24 ottobre 2010  | Kremlin Cup, Mosca (2)                          | Cemento (i)   | Igor' Kunicyn   | Janko Tipsarević Viktor Troicki      | 7–6(8), 6–3      |
| 6. | 5 maggio 2013    | Internazionali di Baviera, Monaco di Baviera    | Terra rossa   | Jarkko Nieminen | Marcos Baghdatis Eric Butorac        | 6-1, 6-4         |
| 7. | 25 ottobre 2015  | Kremlin Cup, Mosca (3)                          | Cemento (i)   | Andrej Rublëv   | Radu Albot František Čermák          | 2–6, 6–1, [10–6] |

#### Finali perse (5)
| Legenda                                                      |
| Grande Slam (0)                                              |
| ATP World Tour Finals (0)                                    |
| ATP World Tour Master 1000 (0)                               |
| ATP World Tour 500 Series (1)                                |
| ATP International Series (3) / ATP World Tour 250 Series (1) |

| N. | Data              | Torneo                                 | Superficie | Compagno             | Avversari in finale            | Punteggio     |
| 1. | 22 agosto 2004    | Washington Open, Washington            | Cemento    | Travis Parrott       | Chris Haggard Robbie Koenig    | 6(3)-7, 1-6   |
| 2. | 19 settembre 2005 | China Open, Pechino                    | Cemento    | Michail Južnyj       | Justin Gimelstob Nathan Healey | 6-4, 3-6, 2-6 |
| 3. | 26 giugno 2006    | Nottingham Open, Nottingham            | Erba       | Igor' Kunicyn        | Jonathan Erlich Andy Ram       | 3-6, 2-6      |
| 4. | 11 ottobre 2010   | Japan Open Tennis Championships, Tokyo | Cemento    | Andreas Seppi        | Eric Butorac Jean-Julien Rojer | 3-6, 2-6      |
| 5. | 23 giugno 2012    | Rosmalen Open, 's-Hertogenbosch        | Erba       | Juan Sebastián Cabal | Robert Lindstedt Horia Tecău   | 3-6, 6(1)–7   |

## Risultati in progressione singolare
| Sigla | Risultato               |
| ----- | ----------------------- |
| V     | Vincitore               |
| F     | Finalista               |
| SF    | Semifinalista           |
| O     | Oro olimpico            |
| A     | Argento olimpico        |
| SF    | Bronzo olimpico         |
| QF    | Quarti di Finale        |
| 4T    | Quarto turno            |
| 3T    | Terzo turno             |
| 2T    | Secondo turno           |
| 1T    | Primo turno             |
| RR    | Round Robin             |
| LQ    | Turno di qualificazione |
| A     | Assente                 |
| ND    | Non disputato           |

| Legenda superfici    |
| -------------------- |
| Cemento              |
| Terra battuta        |
| Erba                 |
| Superficie variabile |

| Torneo                            | 1998 | 1999 | 2000 | 2001 | 2002 | 2003 | 2004 | 2005 | 2006 | 2007 | 2008 | 2009 | 2010 | 2011 | 2012 | 2013 | 2014 | 2015 | 2016 | 2017 | Carriera |
| --------------------------------- | ---- | ---- | ---- | ---- | ---- | ---- | ---- | ---- | ---- | ---- | ---- | ---- | ---- | ---- | ---- | ---- | ---- | ---- | ---- | ---- | -------- |
| Australian Open, Melbourne        | A    | A    | A    | A    | A    | A    | 1T   | A    | 2T   | 3T   | 2T   | 1T   | A    | 1T   | 1T   | A    | 2T   | A    | 1T   | 1T   | 0        |
| Roland Garros, Parigi             | A    | A    | A    | A    | A    | A    | 1T   | 2T   | 3T   | 2T   | 3T   | 1T   | 1T   | 1T   | 2T   | 2T   | 3T   | A    | 1T   | A    | 0        |
| Wimbledon, Londra                 | A    | A    | A    | A    | A    | A    | 3T   | 4T   | 4T   | 3T   | 3T   | 1T   | 1T   | 2T   | 1T   | 1T   | 1T   | A    | 1T   | 1T   | 0        |
| US Open, New York                 | A    | A    | A    | A    | A    | 3T   | 2T   | 2T   | 3T   | 1T   | 3T   | 1T   | 1T   | 1T   | A    | 3T   | 1T   | A    | A    | 1T   | 0        |
| Tennis Masters Cup                | A    | A    | A    | A    | A    | A    | A    | A    | A    | A    | A    | A    | A    | A    | A    | A    | A    | A    | A    | A    | 0        |
| Finali affrontate                 | 0    | 0    | 0    | 0    | 0    | 0    | 0    | 0    | 2    | 2    | 3    | 1    | 0    | 1    | 0    | 0    | 0    | 0    | 0    | 0    | 9        |
| Tornei vinti                      | 0    | 0    | 0    | 0    | 0    | 0    | 0    | 0    | 1    | 2    | 2    | 1    | 0    | 1    | 0    | 0    | 0    | 0    | 0    | 0    | 7        |
| Posizione nel Ranking a fine anno | 1256 | 633  | 320  | 174  | 320  | 98   | 80   | 60   | 22   | 34   | 22   | 89   | 197  | 40   | 122  | 29   | 110  | 0    | 411  | 645  | N/A      |